# 森川千春
森川 千春（もりかわ ちはる、Chiharu Morikawa、1988年6月17日 - ）は、日本の女性ファッションモデル、ファッションデザイナー。所属事務所は株式会社M2エンターティンメント。

## 経歴

### モデル・タレント
16歳の時に渋谷でスカウトされ、ギャル雑誌『egg』（大洋図書）でデビュー。その後『小悪魔ageha』（インフォレスト）や『BLENDA』、『Cawaii!』、『nuts』など様々なギャル雑誌の読者モデルとして活動。2010年現在は『Men's egg』（大洋図書）のeL'sとして活躍中。

### ファッションデザイン・プロデュース
- ダイエットサプリ「グリーディイースト」プロデュース
- ダイエットジェル「シャレール」プロデュース

## 人物
- 小さい頃は自分の顔にコンプレックスがあり、外に出るのもいやで、引きこもっていたが、コンプレックスを克服する決意をし、化粧を一生懸命に覚え、練習し化粧がうまくなり外に出られるようになり、化粧を練習し、自分の顔のコンプレックスをなくしていったら、いつの間にかギャルになっていたと話す。
- 性格はあまり着飾らない、さっぱりとしている

## 出演

### テレビ番組
- ジャンクSPORTS（フジテレビ系、2008年）

### 雑誌
- egg（大洋図書）
- Men's egg
- MEN'S KNUCKLE

### ミュージックビデオ
- MCU（KICK THE CAN CREW）MV出演

## Webサイト
- SWORD FISH公式HP元レギュラーモデル
- ファッションサイト「BEAUTY　SPOT 」モデル出演